# Carlos Isola
Carlos Isola (ur. 6 marca 1896, zm. 8 lutego 1964) – argentyński piłkarz grający na pozycji bramkarza.

## Kariera klubowa
Bramkarz w trakcie całej swojej kariery związany był z River Plate

## Kariera reprezentacyjna
W reprezentacji narodowej zadebiutował na turnieju Copa America 1916 w zremisowanym (0-0) meczu z Urugwajem. Spotkanie to było jego jedynym, jakie rozegrał na turnieju.
Rok później po raz drugi wystąpił na Copa America. Na turnieju rozgrywanym w Montevideo wystąpił we wszystkich trzech meczach z Brazylią, Chile i Urugwajem. W 1919 po raz trzeci wystąpił na Copa America. Na turnieju w Rio de Janeiro wystąpił we wszystkich trzech meczach z Urugwajem, Brazylią i Chile. Ostatni raz w reprezentacji Reyes wystąpił 1 czerwca 1919 w zremisowanym 3-3 meczu z Brazylią, którego stawką było Copa Roberto Chery.
Zawodnik w reprezentacji Argentyny występował w latach 1916–1919, w trakcie których rozegrał 21 spotkań.
| Mecze i gole w reprezentacji | Mecze i gole w reprezentacji | Mecze i gole w reprezentacji | Mecze i gole w reprezentacji | Mecze i gole w reprezentacji | Mecze i gole w reprezentacji | Mecze i gole w reprezentacji |
| #                            | Data                         | Miasto                       | Przeciwnik                   | Gol                          | Wynik                        | Rozgrywki                    |
| ---------------------------- | ---------------------------- | ---------------------------- | ---------------------------- | ---------------------------- | ---------------------------- | ---------------------------- |
| 1.                           | 17.07.1916                   | Avellaneda                   | Urugwaj                      |                              | 0:0                          | Copa América                 |
| 2.                           | 15.08.1916                   | Montevideo                   | Urugwaj                      |                              | 2:1                          | Copa Lipton                  |
| 3.                           | 01.10.1916                   | Montevideo                   | Urugwaj                      |                              | 1:0                          | Gran Premio                  |
| 4.                           | 29.10.1916                   | Montevideo                   | Urugwaj                      |                              | 1:3                          | towarzyski                   |
| 5.                           | 18.07.1917                   | Montevideo                   | Urugwaj                      |                              | 0:0                          | Gran Premio                  |
| 6.                           | 15.08.1917                   | Avellaneda                   | Urugwaj                      |                              | 1:0                          | Copa Lipton                  |
| 7.                           | 02.09.1917                   | Montevideo                   | Urugwaj                      |                              | 0:1                          | Copa Newton                  |
| 8.                           | 03.10.1917                   | Montevideo                   | Brazylia                     |                              | 4:2                          | Copa América                 |
| 9.                           | 06.10.1917                   | Montevideo                   | Chile                        |                              | 1:0                          | Copa América                 |
| 10.                          | 14.10.1917                   | Montevideo                   | Urugwaj                      |                              | 0:1                          | Copa América                 |
| 11.                          | 21.10.1917                   | Avellaneda                   | Chile                        |                              | 1:1                          | towarzyski                   |
| 12.                          | 18.07.1918                   | Montevideo                   | Urugwaj                      |                              | 1:1                          | Gran Premio                  |
| 13.                          | 28.07.1918                   | Montevideo                   | Urugwaj                      |                              | 1:3                          | Gran Premio                  |
| 14.                          | 15.08.1918                   | Buenos Aires                 | Urugwaj                      |                              | 0:0                          | Gran Premio                  |
| 15.                          | 25.08.1918                   | Buenos Aires                 | Urugwaj                      |                              | 2:1                          | Gran Premio                  |
| 16.                          | 20.09.1918                   | Montevideo                   | Urugwaj                      |                              | 1:1                          | Copa Lipton                  |
| 17.                          | 29.09.1918                   | Buenos Aires                 | Urugwaj                      |                              | 2:0                          | Copa Newton                  |
| 18.                          | 13.05.1919                   | Rio de Janeiro               | Urugwaj                      |                              | 2:3                          | Copa América                 |
| 19.                          | 18.05.1919                   | Rio de Janeiro               | Brazylia                     |                              | 1:3                          | Copa América                 |
| 20.                          | 22.05.1919                   | Rio de Janeiro               | Chile                        |                              | 4:1                          | Copa América                 |
| 21.                          | 01.06.1919                   | Rio de Janeiro               | Brazylia                     |                              | 3:3                          | Copa Cherry                  |

## Sukcesy

### Klubowe
River Plate
- Copa de Competencia Jockey Club: 1914
- Cup Tie Competition: 1914
- Primera División: 1920

### Reprezentacyjne
Argentyna
- Srebrny Medal Copa America: 1916, 1917
- Brązowy medal Copa America: 1919